# Lady Gaga Enigma + Jazz & Piano
Lady Gaga Enigma + Jazz & Piano é um concerto da cantora norte-americana Lady Gaga, no Park Theater, Park MGM, em Las Vegas. Iniciada em 28 de dezembro de 2018, a residência consiste em dois tipos de shows: Enigma, que foca na teatralidade e nos sucessos de Gaga, e Jazz & Piano, que inclui canções do Great American Songbook e versões despojadas de canções da artista.

## Antecedentes
Em novembro de 2017, Lady Gaga anunciou o desejo de realizar uma residência de dois anos de duração em Las Vegas, no Park Theater, a partir de dezembro de 2018. O acordo, de aproximadamente 100 milhões de dólares, inclui 74 apresentações com uma possível extensão. O anúncio oficial foi feito no dia 7 de agosto de 2018 e, concomitantemente, foram anunciadas as 27 primeiras datas, além dos títulos das apresentações.
Neste mesmo informe, foi anunciado que a residência seria composta de 2 versões do mesmo show; a primeira, Enigma consiste na apresentação dos seus maiores sucessos da música pop, já a segunda, Jazz & Piano, são apresentadas apresentar versões cruas de suas músicas, além de algumas músicas canções presentes no Great American Songbook. Em relação à produção, Gaga afirmou:  "É diferente de tudo que já fiz antes. Será uma celebração de tudo o que é único e diferente dentro de nós. Os desafios da bravura podem ser superados com criatividade e a coragem que se revelam na adversidade, amor e música".

## Recepção comercial
A pré-venda começou em 8 de agosto de 2018, com exclusividade para membros do fã clube de Gaga; seguidamente, as vendas foram abertas aos clientes do v, aumentando a chance de adquirir mais ingressos. Em 11 e 12 de agosto de 2018, houve pré-venda para membros do Park MGM, bem como membros da Live Nation e Ticketmaster. No dia seguinte, as vendas foram abertas ao público geral, incluindo reservas e pacotes VIP para meet and greet. A revista IQ anunciou que os ingressos estavam superfaturando em relação a Celine Dion e Britney Spears.
Em 13 de agosto de 2018, a residência alcançou a maior venda de ingressos nos Estados Unidos, tendo disputado com jogos e eventos esportivos. Em 28 de novembro de 2018, a empresa de ingressos Ticket Club destacou o sucesso de vendas de ingresso da residência, tendo ultrapassado números atingidos por outras cantoras. No artigo publicado, a empresa escreveu: "Enquanto ela se prepara para seu primeiro show de residência, Lady Gaga parece estar prestes a se tornar um dos maiores atos de Sin City. Os shows da residência de Lady Gaga em Las Vegas, Enigma, são atualmente um dos mais vendidos - vendendo mais até mesmo que a campeã de bilheteria Celine Dion. Dados abrangentes coletados de nossos sistema revelaram que a totalidade da residência de Gaga já foi mais alta no mercado secundário do que todos os shows das colegas popstars e dos headliners de Vegas, Celine Dion e Britney Spears. As vendas antecipadas da 'Enigma' superaram as vendas totais dos shows restantes da longa residência de Dion, que termina em junho após oito anos. Também está vencendo a residência de retorno de Britney, atraindo mais vendas para um único show do que todos os shows programados para a residência de Spears."

## Crítica profissional

### Enigma

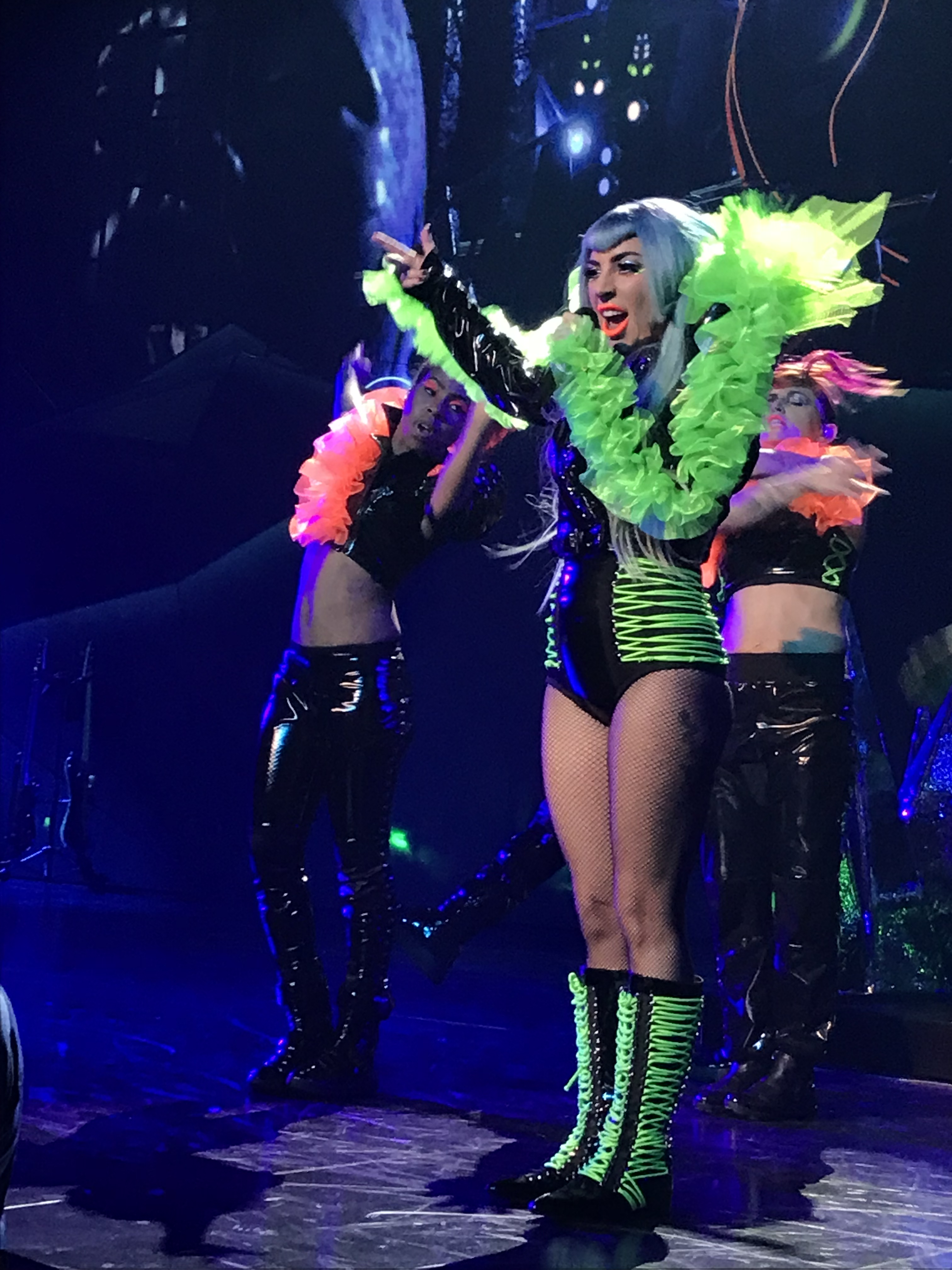
Gaga apresentando "Beautiful, Dirty, Rich" durante uma dos concertos de Enigma

Chris Willman, da Variety, considerou a apresentação Enigma como um "retorno às origens de uma superestrela", de modo a focar na "arte e no artifício de ser espetacular", elogiando, ainda, a habilidade de Gaga por cantar ao vivo por todas as duas horas. Mark Gray, da People, considerou a apresentação "altamente enérgica e correspondente ao hype", elogiando a teatralidade do show e a conexão de Gaga com o público. Andreas Hale, da Billboard, considerou que "as peças do cenário eram tão grandiosas e exageradas quanto às próprias performances, com roupas escandalosamente únicas". No final da análise, Andreas conclui que "era óbvio que Gaga estava mais do que confortável no palco de Vegas, onde muitos grandes nomes de todos os tempos ali cravaram. De forma simplificada, ela nasceu para isso." John Katsilometes, do Las Vegas Review-Journal, elogiou as habilidades vocais e de piano da Gaga, considerando-a "deslumbrante ao dançar ao redor do palco por intermédio de uma figura magra em uma peça espelhada durante abertura, porém com uma apresentação tocante no piano que move a multidão de forma sutil." Escrevendo para a Rolling Stone, Brittany Spanos destacou a variedade do repertório e o uso dos adereços, ressaltando que "os melhores momentos são os improvisados." Na análise, Brittany conclui: "Enigma acabou se tornando um concerto que confirma e começa o seu legado".
Randy Lewis, do Los Angeles Times, considerou que Gaga estava no "modo pop star completo", elogiando os gigantescos cenários e a inclusão dos maiores sucessos da artista. Além disso, na mesma análise, ressalta a presença de pouca expressão física ou amplificação das músicas, embora apresente uma "energia cinética selvagem". Marc Snetiker, da revista Entertainment Weekly, chamou o show de "no geral, um pouco maluco, mas que é bom e admirável em suas tentativas e elevar os maiores sucessos a algo que se expande, algo que, de certo modo, tenha galvanizado uma artista no auge de sua carreira para levar uma residência em Vegas em primeiro lugar."

### Jazz & Piano

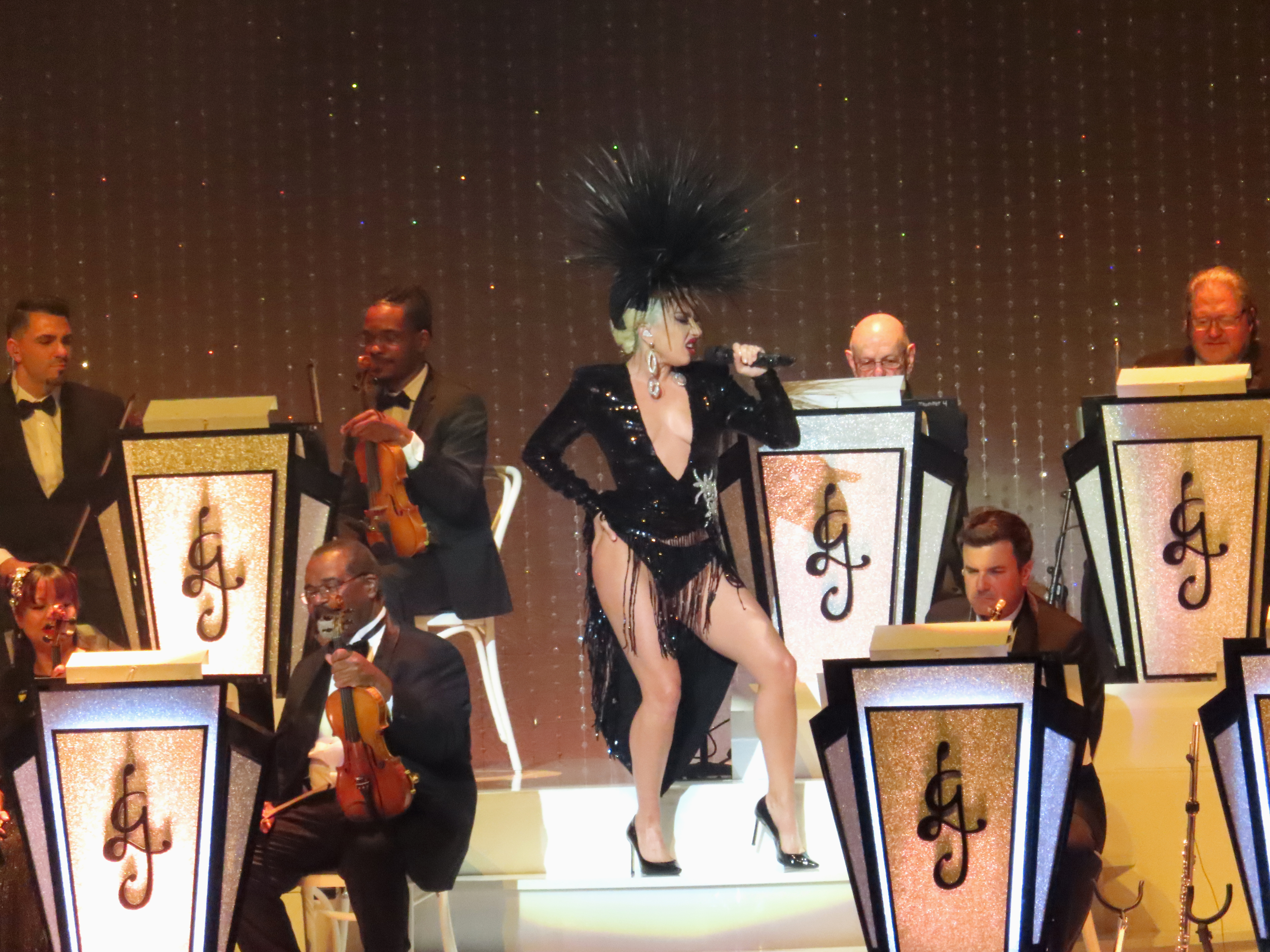
Gaga cantando "Luck Be a Lady" durante um dos shows de Jazz & Piano

Numa avaliação para a Variety, Chris Willman considerou o arranjo da Jazz & Piano melhor do que Enigma, considerando-o como "a melhor tacada que faremos nessa viagem ao tempo"; elogiou, ainda, a "emoção real" de Gaga durante toda as performances. Mikael Wood, do Los Angeles Times, comparou a segunda parte da residência com Enigma, dizendo que "apesar de todas as diferenças de estilo e repertório, ambas mostram indelevelmente Gaga, ligada pela força unificadora de sua personalidade excêntrica e seu talento vocal." Notou, na mesma análise, que, "para ela, as duas apresentações de Vegas não são opostas, mas complementares – parte da mesma determinação para dizer algo verdadeiro." Michael Love Michael, da Paper, escreveu: "Quer você admire ou despreze Gaga – assistir a esse show faz com até mesmo o maior cínico respeite Gaga, a performer – é impossível negar o efeito que sua música e performances tiveram em milhões de pessoas por mais de uma década. [...] Assim como muitos fãs, fiquei abismado com sua habilidade de levar sucessos como "Bad Romance", "Born This Way" e "Paparazzi" a outro nível numa versão piano, com profundidade, lirismo e pessoalidade. Muitos dos melhores momentos do show homenagearam os grandes nomes da música, mas também iluminaram a própria ambição de Gaga, que reconheceu a tradição do jazz, mas está determinada a fazer parte de uma nova onda de vozes que fazemo jazz soar novo para esta geração."

## Repertório

### Enigma
O repertório abaixo é constituído da primeira apresentação, realizada em 28 de dezembro de 2018.
1. "Just Dance"
2. "Poker Face"
3. "LoveGame"
4. "Dance in the Dark"
5. "Beautiful, Dirty, Rich"
6. "The Fame"
7. "Telephone"
8. "Applause"
9. "Paparazzi"
10. "Aura"
11. "Scheiße"
12. "Judas"
13. "Government Hooker"
14. "I'm Afraid of Americans" (regravação de David Bowie)
15. "The Edge of Glory"
16. "Alejandro"
17. "Million Reasons"
18. "You and I"
19. "Bad Romance"
20. "Born This Way"

Bis
1. "Shallow"

### Jazz and Piano
1. "Luck Be a Lady"
2. "Anything Goes"
3. "Call Me Irresponsible"
4. "Orange Colored Sky"
5. "Poker Face" (versão piano)
6. "The Lady Is a Tramp"
7. "Cheek to Cheek"
8. "I Can't Give You Anything but Love, Baby"
9. "Someone to Watch Over Me"
10. "Born This Way" (versão piano)
11. "Bang Bang (My Baby Shot Me Down)"
12. "Coquette"
13. "What a Diff'rence a Day Made"
14. "Paparazzi" (versão piano)
15. "La Vie en rose"
16. "Just a Gigolo"
17. "Lush Life"
18. "Bad Romance" (versão piano)
19. "Fly Me to the Moon"

Bis
1. "New York, New York"

## Concertos
Lista de concertos de acordo com a Live Nation.
| Data                    | Tipo de concerto | Público                  | Receita        |
| Etapa 1                 | Etapa 1          | Etapa 1                  | Etapa 1        |
| ----------------------- | ---------------- | ------------------------ | -------------- |
| 28 de dezembro de 2018  | Enigma           | 59,162 / 59,162          | US$ 15,970,436 |
| 30 de janeiro de 2019   | Enigma           | 59,162 / 59,162          | US$ 15,970,436 |
| 31 de janeiro de 2019   | Enigma           | 59,162 / 59,162          | US$ 15,970,436 |
| 17 de janeiro de 2019   | Enigma           | 59,162 / 59,162          | US$ 15,970,436 |
| 19 de janeiro de 2019   | Enigma           | 59,162 / 59,162          | US$ 15,970,436 |
| 20 de janeiro de 2019   | Jazz & Piano     | 59,162 / 59,162          | US$ 15,970,436 |
| 24 de janeiro de 2019   | Enigma           | 59,162 / 59,162          | US$ 15,970,436 |
| 26 de janeiro de 2019   | Enigma           | 59,162 / 59,162          | US$ 15,970,436 |
| 31 de janeiro de 2019   | Enigma           | 59,162 / 59,162          | US$ 15,970,436 |
| 2 de fevereir ode 2019  | Enigma           | 59,162 / 59,162          | US$ 15,970,436 |
| 3 de fevereiro de 2019  | Jazz & Piano     | 59,162 / 59,162          | US$ 15,970,436 |
| Etapa 2                 |                  |                          |                |
| 30 de maio de 2019      | Enigma           | 48,833 / 48,833          | US$ 13,549,061 |
| 1 de junho de 2019      | Enigma           | 48,833 / 48,833          | US$ 13,549,061 |
| 2 de junho de 2019      | Jazz & Piano     | 48,833 / 48,833          | US$ 13,549,061 |
| 6 de junho de 2019      | Enigma           | 48,833 / 48,833          | US$ 13,549,061 |
| 8 de junho de 2019      | Enigma           | 48,833 / 48,833          | US$ 13,549,061 |
| 9 de junho de 2019      | Jazz & Piano     | 48,833 / 48,833          | US$ 13,549,061 |
| 12 de junho de 2019     | Enigma           | 48,833 / 48,833          | US$ 13,549,061 |
| 14 de junho de 2019     | Enigma           | 48,833 / 48,833          | US$ 13,549,061 |
| 15 de junho de 2019     | Jazz & Piano     | 48,833 / 48,833          | US$ 13,549,061 |
| Etapa 3                 |                  |                          |                |
| 17 de outubro de 2019   | Enigma           | 60,684 / 60,684          | US$ 18,835,571 |
| 19 de outubro de 2019   | Enigma           | 60,684 / 60,684          | US$ 18,835,571 |
| 20 de outubro de 2019   | Jazz & Piano     | 60,684 / 60,684          | US$ 18,835,571 |
| 23 de outubro de 2019   | Enigma           | 60,684 / 60,684          | US$ 18,835,571 |
| 25 de outubro de 2019   | Enigma           | 60,684 / 60,684          | US$ 18,835,571 |
| 26 de outubro de 2019   | Jazz & Piano     | 60,684 / 60,684          | US$ 18,835,571 |
| 31 de outubro de 2019   | Enigma           | 60,684 / 60,684          | US$ 18,835,571 |
| 2 de novembro de 2019   | Enigma           | 60,684 / 60,684          | US$ 18,835,571 |
| 3 de novembro de 2019   | Jazz & Piano     | 60,684 / 60,684          | US$ 18,835,571 |
| 8 de novembro de 2019   | Enigma           | 60,684 / 60,684          | US$ 18,835,571 |
| 9 de novembro de 2019   | Jazz & Piano     | 60,684 / 60,684          | US$ 18,835,571 |
| Etapa 4                 |                  |                          |                |
| 28 de dezembro de 2019  | Enigma           | 16,340 / 16,340          | US$ 5,513,651  |
| 30 de dezembro de 2019  | Enigma           | 16,340 / 16,340          | US$ 5,513,651  |
| 31 de deezembro de 2019 | Jazz & Piano     | 16,340 / 16,340          | US$ 5,513,651  |
| Etapa 5                 |                  |                          |                |
| 14 de outubro de 2021   | Jazz & Piano     | 44,371 / 44,371          | US$ 13,101,365 |
| 16 de outubro de 2021   | Jazz & Piano     | 44,371 / 44,371          | US$ 13,101,365 |
| 17 de outubro de 2021   | Jazz & Piano     | 44,371 / 44,371          | US$ 13,101,365 |
| 21 de outubro de 2021   | Jazz & Piano     | 44,371 / 44,371          | US$ 13,101,365 |
| 23 de outubro de 2021   | Jazz & Piano     | 44,371 / 44,371          | US$ 13,101,365 |
| 24 de outubro de 2021   | Jazz & Piano     | 44,371 / 44,371          | US$ 13,101,365 |
| 28 de outubro de 2021   | Jazz & Piano     | 44,371 / 44,371          | US$ 13,101,365 |
| 30 de outubro de 2021   | Jazz & Piano     | 44,371 / 44,371          | US$ 13,101,365 |
| 31 de outubro de 2021   | Jazz & Piano     | 44,371 / 44,371          | US$ 13,101,365 |
| Etapa 6                 |                  |                          |                |
| April 14, 2022          | Jazz & Piano     | 46,196 / 46,196          | US$ 12,935,506 |
| 16 de abril de 2022     | Jazz & Piano     | 46,196 / 46,196          | US$ 12,935,506 |
| 17 de abril de 2022     | Jazz & Piano     | 46,196 / 46,196          | US$ 12,935,506 |
| 21 de abril de 2022     | Jazz & Piano     | 46,196 / 46,196          | US$ 12,935,506 |
| 23 de abril de 2022     | Jazz & Piano     | 46,196 / 46,196          | US$ 12,935,506 |
| 24 de abril de 2022     | Jazz & Piano     | 46,196 / 46,196          | US$ 12,935,506 |
| 28 de abril de 2022     | Jazz & Piano     | 46,196 / 46,196          | US$ 12,935,506 |
| 30 de abril de 2022     | Jazz & Piano     | 46,196 / 46,196          | US$ 12,935,506 |
| 1 de maio de 2022       | Jazz & Piano     | 46,196 / 46,196          | US$ 12,935,506 |
| Etapa 7                 |                  |                          |                |
| August 31, 2023         | Jazz & Piano     | TBA                      | TBA            |
| 2 de setembro de 2023   | Jazz & Piano     | TBA                      | TBA            |
| 3 de setembro de 2023   | Jazz & Piano     | TBA                      | TBA            |
| 6 de setembro de2023    | Jazz & Piano     | TBA                      | TBA            |
| 7 de setembro de 2023   | Jazz & Piano     | TBA                      | TBA            |
| 9 de setembro de 2023   | Jazz & Piano     | TBA                      | TBA            |
| 10 de setembro de 2023  | Jazz & Piano     | TBA                      | TBA            |
| 28 de setembro de 2023  | Jazz & Piano     | TBA                      | TBA            |
| 30 de setembro de 2023  | Jazz & Piano     | TBA                      | TBA            |
| 1 de outubro de 2023    | Jazz & Piano     | TBA                      | TBA            |
| 4 de outubro de 2023    | Jazz & Piano     | TBA                      | TBA            |
| 5 de outubro de 2023    | Jazz & Piano     | TBA                      | TBA            |
| Total                   | Total            | 275,586 / 275,586 (100%) | US$ 79,905,590 |

Shows privados do Enigma
| Data                   | Cidade    | País           | Local                          |
| ---------------------- | --------- | -------------- | ------------------------------ |
| 9 de maio de 2019      | Orlando   | Estados Unidos | Amway Center                   |
| 17 de maio de 2019     | Cupertino | Estados Unidos | Apple Park                     |
| 20 de maio de 2019     | Las Vegas | Estados Unidos | Mandalay Bay Convention Center |
| 24 de junho de 2019    | Nova York | Estados Unidos | Apollo Theater                 |
| 1 de fevereiro de 2020 | Miami     | Estados Unidos | Meridian Island Gardens        |

### Apresentações canceladas
| Data                  | Tipo de concerto | Razão                |
| --------------------- | ---------------- | -------------------- |
| 6 de novembro de 2019 | Enigma           | Sinusite e bronquite |
| 30 de abril de 2020   | Enigma           | Pandemia de COVID-19 |
| 2 de maio de 2020     | Enigma           | Pandemia de COVID-19 |
| 3 de maio de 2020     | Jazz & Piano     | Pandemia de COVID-19 |
| 7 de maio de 2020     | Jazz & Piano     | Pandemia de COVID-19 |
| 9 de maio de 2020     | Enigma           | Pandemia de COVID-19 |
| 10 de maio de 2020    | Jazz & Piano     | Pandemia de COVID-19 |
| 13 de maio de 2020    | Enigma           | Pandemia de COVID-19 |
| 15 de maio de 2020    | Enigma           | Pandemia de COVID-19 |
| 16 de maio de 2020    | Jazz & Piano     | Pandemia de COVID-19 |